# Hillsands kulturgård
Hillsands kulturgård är ett friluftsmuseum i byn Hillsand i norra Jämtland.
Friluftsmuseet består av en samling gamla timmerbyggnader som flyttats till kulturgården och renoverats. Det består av bland annat ett museum, en ombyggd foderlada från år 1863 i timmer och nu inredd som en enkel timmerstuga som det kunde sett ut i ett boningshus runt början av 1800-talet, samt en gammal fäbodstuga från år 1885. Ursprungligen var denna fäbod belägen vid Svanavattnet cirka 12 km från byn Hillsand. Även en timmerhuggarkoja, uppförd på Åtgårdens skogsmark år 1953 och numera restaurerad, ingår i friluftsmuseet. Under sommaren-hösten 2014 kommer ytterligare en timmerbyggnad att flyttas till museiområdet och restaureras. Den kommer från Pålgården, men blev år 1870 flyttad till Hillströms.
Hillsands kulturgård arrangerade årligen lördagen närmast Lucia en julmarknad med många knallar samt aktiviteter i alla byggnader fram till 2019.